# Saint-Loup-Lamairé
Saint-Loup-Lamairé település Franciaországban, Deux-Sèvres megyében. Lakosainak száma 1038 fő (2022. január 1.). Saint-Loup-Lamairé Airvault, Assais-les-Jumeaux, Aubigny, Le Chillou, Gourgé, Louin és Pressigny községekkel határos.

## Népesség
A település népessége az elmúlt években az alábbi módon változott:
| Lakosok száma | 930  | 970  | 1021 | 986  | 987  | 995  | 996  | 1011 | 1038 |
|               | 2013 | 2015 | 2016 | 2017 | 2018 | 2019 | 2020 | 2021 | 2022 |